# لويس أغيلار (ممثل)
لويس أغيلار (بالإسبانية: Luis Aguilar)‏ هو مغني وممثل مكسيكي، ولد في 29 يناير 1918 في المكسيك، وتوفي في 24 أكتوبر 1997.

## وصلات خارجية
- لويس أغيلار على موقع IMDb (الإنجليزية)
- لويس أغيلار على موقع ألو سيني (الفرنسية)
- لويس أغيلار على موقع ميوزك برينز (الإنجليزية)
- لويس أغيلار على موقع أول موفي (الإنجليزية)
- لويس أغيلار على موقع أول ميوزيك (الإنجليزية)
- لويس أغيلار على موقع قاعدة بيانات الفيلم (الإنجليزية)
- لويس أغيلار على موقع كينوبويسك (الروسية)